# Sinfonías para adolescentes
Sinfonías para adolescentes es el cuarto y último álbum de estudio del grupo de country argentino Sui Generis, integrado por Charly García y Nito Mestre y publicado el 30 de octubre del año 2000. Luego de 25 años de su separación en el estadio Luna Park el conjunto se reunió y grabó este disco, integrado mayormente por covers elegidos por Charly García y además nuevos temas del grupo.

## Grabación y lanzamiento
Existen muchos factores que determinaron el regreso de Sui Generis entre los años 2000 y 2001: Cuando Charly escribió "El día que apagaron la luz", según declaraciones, era una canción al estilo Sui Generis; también el accidente que tuvo Nito Mestre con su auto, donde Charly comenzó a visitar más seguido a su compañero, que venía de pasar un momento muy malo. Las grabaciones de Sinfonías para adolescentes fueron un momento tenso para Nito, ya que el disco se volcó hacia las pretensiones de Charly (como el hecho de tocar covers elegidos por él, de usar su propia banda), cuando debía haber un equilibrio entre ambos. Además de versiones, el disco incluía temas olvidados de la primera época de Sui ("Cuando te vayas", "Espejos", "Monoblock", "Afuera de la ciudad" y "Juan Represión", escritos y compuestos por Charly García y "Digo de vos", por Alejandro Correa) y cinco temas nuevos. Las canciones "Me tiré por vos" y "Noveno B" están inspiradas en el memorable salto de Charly García desde el noveno piso de un hotel a una pileta en Mendoza el 3 de marzo del mismo año.
El nuevo disco fue presentado en un multitudinario show en el estadio de Boca Juniors. Cuando la prensa acusó al dúo de editar este disco solamente por ambiciones económicas, Sui Generis realizó un show gratuito en el Parque Sarmiento. Ambos recitales quedaron registrados en el CD doble Si - Detrás de las paredes.

## Lista de canciones
1. «El día que apagaron la luz» (Charly García) (4:31)
2. «Usame un poquito más» (Take me for a little while, de Trade Martin) (4:31)
3. «Yo soy su papá» (Can we still be friends?, de Todd Rundgren) (4:43)
4. «Afuera de la ciudad (Caminaba)» (Charly García) (Publicado en 20/10 de Nito Mestre) (5:04)
5. «Tu pueblo también» (Her town too, de Souther/Taylor/Wachtel) (4:08)
6. «Cuando te vayas» (Charly García) (2:07)
7. «No es el fin (Intermedio)» (Charly García) (3:35)
8. «Todos van al News Café» (Ñu/Sca) (Charly García) (2:30)
9. «Ten pena» (Mercy, mercy, de Covay/Miller) (3:33)
10. «Aquí sin tu amor» (Here without you, de Gene Clark) (4:24)
11. «Aguante la amistad» (Set you free this time, de Gene Clark) (3:19)
12. «El chico y yo» (The Child and I, de Carlos Vila Dibello) (3:49)
13. «Espejos» (Charly García) (3:12)
14. «Monoblock» (Charly García y Carlos Piegari) (2:45)
15. «Me tiré por vos» (Charly García) (4:32)
16. «Noveno B» (Charly García) (4:24)
17. «Juan Represión» (Charly García) (4:09)
18. «Digo de vos» (Alejandro Correa) (1:58)
19. «Sé mi nena» (Be my baby, de Jeff/Greenwich/Spector) (3:23)

## Personal
Sui Generis:
- Charly García: Voz, guitarras, sintetizador, piano y bajo.
- Nito Mestre: voz y flautas

Músicos:
- Mariela Chintalo: saxo Yamaha YAS-875 Custom, y coros
- Diego Dubarry: bajo, teclados y batería electrónica
- María Gabriela Epumer: guitarra clásica Takamine y coros
- Érika Di Salvo: violín
- Ulises Di Salvo: violonchelo
- Gabriel Said: percusión
- Mario Serra: batería

Invitados:
- Pedro Aznar:
  - bajo en Espejos,
  - bajo, guitarra y voz en El chico y yo.
- Paquito D’Rivera:
  - saxo en Noveno B;
  - saxo y clarinete en El día que apagaron la luz.
- Miguel Ángel Migue García (hijo de Charly García): piano en Espejos.
- Ana Álvarez de Toledo: voz en El día que apagaron la luz.
- Gabriel Senanes: arreglos y dirección de la Say No More Symphony Orchestra.
- Mariano Rey: Clarinete (Say No More Symphony Orchestra)